# Car2go

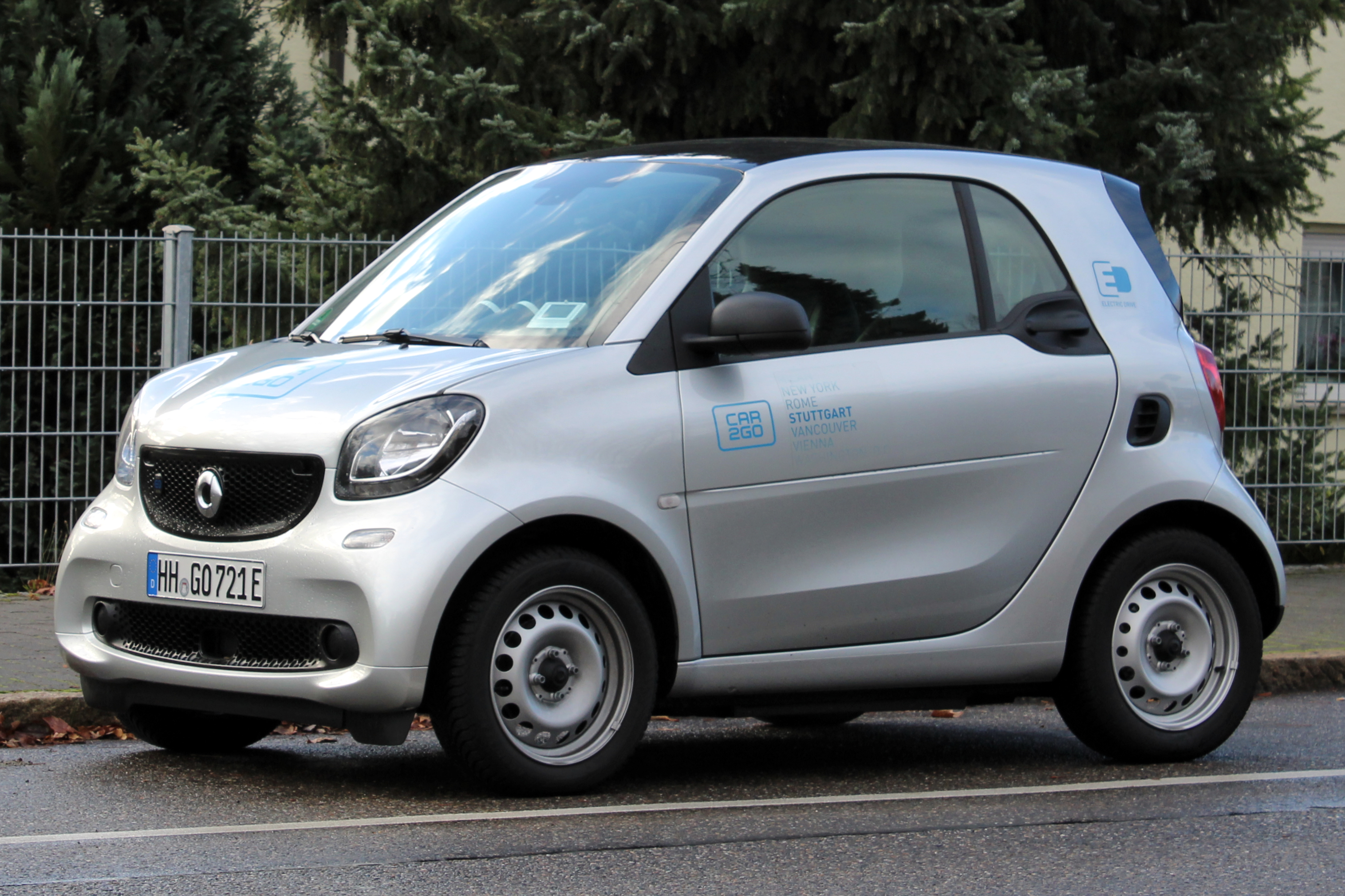
En bil från Car2go.

Car2go är ett bildelningsföretag som ägs av Daimler AG. Car2go finns i 30 städer i åtta länder i Europa och Nordamerika. Den första etableringen skedde i Ulm 2008. I Sverige fanns Car2go i Stockholm med 250 fordon. Bilflottan bestod i Stockholm av Smart Fortwo. 2016 lades dock tjänsten ned i Stockholm.
I Stockholm kostade tjänsten 4 kronor per minut. Då ingick bensin och fri parkering innanför tullarna. På utvalda platser, som Kista Galleria, fanns reserverade platser för Car2go. Avgiftsfri parkering i Stockholms stad möjliggjordes genom ett avtal mellan Car2go och kommunen.